# Ninsar (mitologia)
Ninsar (en sumeri 𒀭𒊩𒌆𒊬, dNIN.SAR) va ser, segons la mitologia sumèria, una deessa associada a la preparació de la carn. Un dels seus epítets era «aquella que fa el menjar bo». Era adorada principalment a Nippur.
Al poema èpic sumeri Enki i Ninhursag es diu que Isimud, assistent diví d'Enki, va aconsellar a aquest déu que mantingués relacions sexuals amb la seva filla Ninsar. De la unió va néixer Ninkurra. Més tard, Enki es va relacionar amb Ninkurra amb la que va tenir Uttu. Enki després d'aquestes relacions va veure com Ninhursag, la seva esposa, es va venjar d'ell causant-li vuit malalties. Va treure la llavor que Enki havia posat a la seva néta Uttu amb la que va crear les plantes i va marxar ben lluny. Més tard Enlil i els Anunnaki, amb ajuda d'una guineu, van portar a Ninhursag al costat d'Enki. Ninhursag havia jurat no «veure'l amb bons ulls» fins al dia de la seva mort. Finalment va accedir a desfer el conjur i va crear vuit deïtats per sanar cada una de les malalties d'Enki.